# Wojnicz
Wojnicz là một thị trấn thuộc huyện Tarnowski, tỉnh Małopolskie ở nam Ba Lan. Thị trấn có diện tích 8 km². Đến ngày 1 tháng 1 năm 2011, dân số của thị trấn là 3473 người và mật độ 409 người/km².